# Yunomae
Yunomae (湯前町?, Yunomae-machi) è una cittadina giapponese della prefettura di Kumamoto.